# Jutta Matuschek

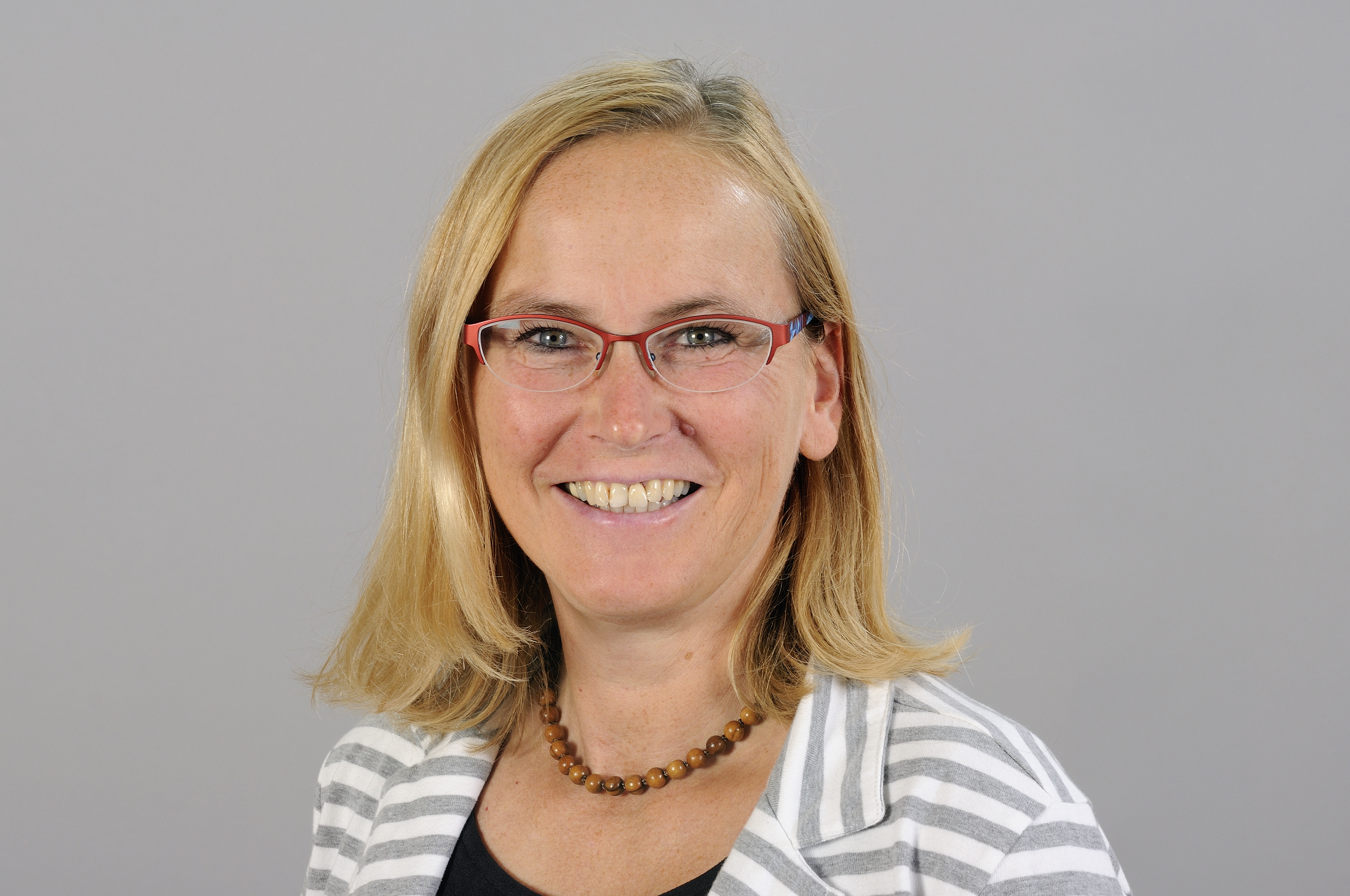
Jutta Matuschek (2013).

Jutta Matuschek (* 19. November 1960 in Templin) ist eine deutsche Politikerin (BSW, zuvor Die Linke). Sie war von 1995 bis 2016 Mitglied des Abgeordnetenhauses in Berlin.

## Leben
Ihre Jugend verbrachte sie in Templin und Neubrandenburg. Nach dem Abitur studierte sie von 1979 bis 1984 in Leningrad Politikwissenschaften. Seit 1984 lebt und arbeitet sie in Berlin. Nebenberuflich erwarb sie  einen Abschluss als Betriebswirtin (IWW). Von 1984 bis 1990 arbeitete sie als Wissenschaftlerin im Institut für internationale Politik und Wirtschaft der DDR (IPW). Ihre Forschungsthemen  betrafen vor allem Aspekte der Meinungsforschung in der Bundesrepublik sowie die deutsch-deutschen Beziehungen.
Nach Auflösung des IPW wurde sie 1991 Mitarbeiterin der Berliner Zeitung. Sie arbeitete dort bis Ende 1998 in der Anzeigenabteilung. Im Bezirk Treptow trat sie 1995 für die PDS zu den Wahlen zum Abgeordnetenhaus an und war bis 2016 Mitglied des Abgeordnetenhauses. Ab ihrem Einzug ins Abgeordnetenhaus bis 2011 war sie verkehrspolitische Sprecherin der Fraktion. Von 2009 bis 2011 war sie stellvertretende Fraktionsvorsitzende und finanz- und haushaltspolitische Sprecherin. Ab 2011 war sie wirtschaftspolitische Sprecherin der Fraktion und Mitglied im Untersuchungsausschuss zum Flughafen Berlin Brandenburg (Abgeordnetenhaus Berlin, Taschenbuch 17. Wahlperiode, ISBN 978-3-87576-759-9). Seit ihrem Ausscheiden aus dem Abgeordnetenhaus ist sie freiberuflich tätig. Von 2020 bis 2021 war sie wissenschaftliche Mitarbeiterin im Untersuchungsausschuss des Bundestages zur PKW-Maut.
Matuschek trat im Jahr 2022 aus der Linkspartei aus und 2024 der Partei Bündnis Sahra Wagenknecht – Vernunft und Gerechtigkeit bei. Sie kandidierte dort erfolglos auf Listenplatz 10 für die Europawahl 2024.
Von 2009 bis 2015 war sie Mitglied im Aufsichtsrat des Liegenschaftsfonds Berlin. Sie ist Vorstandsvorsitzende des Freundeskreises Theater an der Parkaue und Mitglied im Vorstand von SODI.
Jutta Matuschek ist geschieden und hat zwei Söhne.